# Gerard Johannes Nicolaus de Korte
Gerard Johannes Nicolaus de Korte (Vianen, 13 giugno 1955) è un vescovo cattolico olandese, dal 5 marzo 2016 vescovo di 's-Hertogenbosch.

## Biografia
Nasce a Vianen, nell'arcidiocesi di Utrecht (oggi diocesi di Rotterdam), il 13 giugno 1955.

### Formazione e ministero sacerdotale
Nel 1974 si laurea alla Thijmcollege Alberdingk a Hilversum e nel 1980 alla Katholieke Universiteit Theologische a Utrecht. Compie gli studi filosofici e teologici presso la facoltà teologica di Utrecht; li conclude con un dottorato in teologia. Nel 1984 entra nel seminario dell'arcidiocesi di Utrecht.
Il 10 gennaio 1987 è ordinato diacono, nella cattedrale di santa Caterina ad Utrecht, dal cardinale Adrianus Simonis che il successivo 5 settembre lo ordina presbitero, nella chiesa di san Luigi.
Dallo stesso anno è vice-rettore dell'Ariënskonvikt di Utrecht, ne diviene rettore nel 1992; allo stesso tempo è il parroco della cattedrale. Dal 1999 è decano del Salland e canonico della cattedrale.

### Ministero episcopale

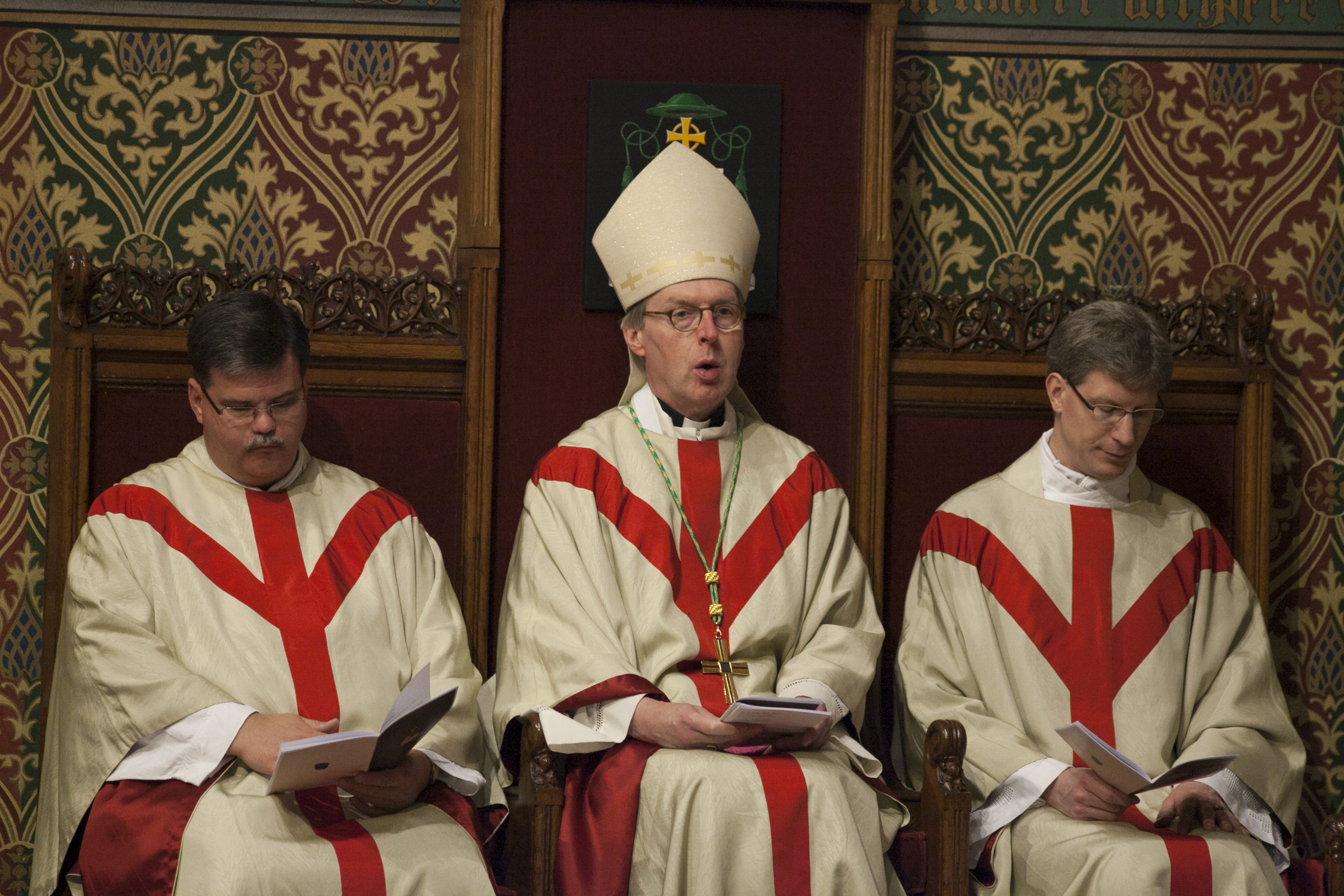
Mons. de Korte il 18 novembre 2012

L'11 aprile 2001 papa Giovanni Paolo II lo nomina vescovo ausiliare di Utrecht e vescovo titolare di Cesarea di Mauritania. Il 2 giugno successivo riceve l'ordinazione episcopale, nella cattedrale di santa Caterina ad Utrecht, dal cardinale Adrianus Simonis, coconsacranti il cardinale Johannes Willebrands ed il vescovo Johannes Antonius de Kok, O.F.M.
Il 18 giugno 2008 papa Benedetto XVI lo nomina vescovo di Groninga-Leeuwarden; succede a Willem Jacobus Eĳk, precedentemente nominato arcivescovo metropolita di Utrecht. Il 13 settembre successivo prende possesso della diocesi.
Il 5 marzo 2016 papa Francesco lo nomina vescovo di 's-Hertogenbosch; succede ad Antonius Lambertus Maria Hurkmans, dimessosi per motivi di salute. Il 14 maggio prende possesso della diocesi, nella cattedrale di san Giovanni a 's-Hertogenbosch.

Stemma da vescovo ausiliare

## Genealogia episcopale
La genealogia episcopale è:
- Cardinale Scipione Rebiba
- Cardinale Giulio Antonio Santori
- Cardinale Girolamo Bernerio, O.P.
- Arcivescovo Galeazzo Sanvitale
- Cardinale Ludovico Ludovisi
- Cardinale Luigi Caetani
- Cardinale Ulderico Carpegna
- Cardinale Paluzzo Paluzzi Altieri degli Albertoni
- Papa Benedetto XIII
- Papa Benedetto XIV
- Papa Clemente XIII
- Cardinale Marcantonio Colonna
- Cardinale Giacinto Sigismondo Gerdil, B.
- Cardinale Giulio Maria della Somaglia
- Cardinale Carlo Odescalchi, S.I.
- Vescovo Eugène de Mazenod, O.M.I.
- Cardinale Joseph Hippolyte Guibert, O.M.I.
- Cardinale François-Marie-Benjamin Richard
- Cardinale Pietro Gasparri
- Cardinale Paolo Giobbe
- Cardinale Bernard Jan Alfrink
- Cardinale Adrianus Simonis
- Vescovo Gerard Johannes Nicolaus de Korte